# Govardus Pinxteren
Govardus (Goort) M.A. Pinxteren (Steenbergen, 20 november 1906 - Breda, 13 augustus 1970) 

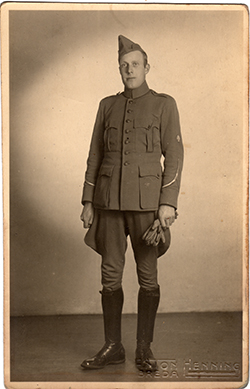
Govardus Pinxteren, in militair uniform (ca. 1930)

was tijdens de oorlog bevolkingsagent bij Gemeente Breda en lid van de LO, Landelijke Organisatie voor Hulp aan Onderduikers. Samen met zijn vrouw Elisabeth (Betsie) Pinxteren-Roosendaal (Breda, 19 maart 1907 - Breda, 12 juni 2005) ontving hij in 1992 postuum de Yad Vashem-onderscheiding voor hulp aan Joodse onderduikers in de Tweede Wereldoorlog.

## Biografie
Govardus Pinxteren was de enige jongen in het gezin Pinxteren in Steenbergen, hij had vier zussen. Op 9 december 1935 trouwde hij in Breda met Betsie Roosendaal. Hij was chef-boekhouder bij een banketfabriek in Roosendaal.

### Mobilisatie en begin van de oorlog
Door zijn dienstplicht (11 april 1939 - 4 juni 1940) tijdens de mobilisatie en het begin van de oorlog raakt hij zijn betrekking in Roosendaal kwijt. Hij was daarom verplicht zich aan te melden bij de Opbouwdienst en kon daarna als werkeloos hoofdarbeider aan de slag bij gemeente Breda.

### Oorlogsjaren
Op 1 juli 1941 werd hij aangesteld als bevolkingsagent. Eerst tijdelijk en later in een vast dienstverband. Door deze positie kwam Govardus in 1942 in contact met het destijds aangestelde hoofd van de Joodse Raad, Henry Samuel. Govardus hield hem regelmatig op de hoogte van de gedwongen aanmeldingen van joodse stadsgenoten. Voor zover mogelijk ontvingen dan deze personen waarschuwingen, zodat zij de gelegenheid hadden om onder te duiken. Indien nodig zorgde hij voor persoonsbewijzen en levensmiddelenkaarten. In ieder geval twee gezinnen, familie Egelie en familie Magnus overleefden de oorlog en vertrokken later naar Amerika. Het gezin Magnus had hij op aanwijzing van zijn vrouw uitgezocht vanwege het grote aantal kinderen. Het gezin bestond uit ouders, grootvader en vijf jonge kinderen. Hij organiseerde een nieuwe identiteit onder de naam Wachnes en zorgde voor een plausibele achtergrond. Elke keer als de autoriteiten aan deze achtergrond twijfelden, verstrekte Govardus afdoende referenties. 
In juni 1943 moest ook het gezin Samuel, het eerder genoemde hoofd van de Joodse Raad onderduiken. Samuel had zelf voor een adres gezorgd, maar vroeg Govardus om voor levensmiddelenkaarten enz. te zorgen, die dr. D.B. Abegg, röntgenoloog in het Diaconessenhuis in Breda, hem zou bezorgen.

### Gevangenschap
Samuel, Abegg en Pinxteren werden in 1943 verraden en begin augustus opgehaald. Na verhoor op de K.M.A. werd Govardus Pinxteren opgesloten in het huis van bewaring in Breda en op 11 augustus op transport gesteld naar het concentratiekamp Vught. Op 19 augustus werd hij naar Sint Michielsgestel overgeplaatst, maar vanwege "een veronderstelde sabotage" werd hij op 5 november 1943 teruggebracht naar het kamp Vught met als straf 5 maanden tewerkstelling bij de strafcompagnie (met opsluiting in het strafblok) en 3 weken celstraf (dag en nacht donker; op water en brood en om de 4 dagen koolsoep). Tijdens deze gevangenschap werd zijn eerste zoon geboren. Op 20 april 1944 (de verjaardag van Hitler) mocht hij het kamp verlaten.

### Terug aan het werk
Hoewel de Sicherheitsdienst opdracht had gegeven Govardus te ontslaan, kon hij weer aan het werk bij de gemeente Breda. Hij pakte hier ook zijn verzetsdaden weer op, maar werd ook gedwongen werk te verzetten ten gunste van de bezetter. Op 15 augustus 1944 bracht hij zijn voormalige chef die moest onderduiken, om 5 uur 's morgens op de fiets naar Liessel (90 kilometer van Breda), wat gevaarlijker bleek dan verwacht, want op die dag werden alle vliegvelden in Nederland gebombardeerd. Na de oorlog kregen Govardus en Elisabeth nog een zoon en een dochter.

### Rechtvaardige onder de Volkeren
Het gezin Magnus emigreerde in 1952 naar de Verenigde Staten, maar bleef altijd in contact met Govardus Pinxteren. 22 jaar na zijn dood ontvingen hij en zijn vrouw in de synagoge in Breda in het bijzijn van burgemeester Ed Nijpels de Yad Vashem-onderscheiding en de titel Rechtvaardige onder de Volkeren.